# Slivnița, Blagoevgrad
Slivnița (în bulgară Сливница) este un sat situat în partea de sud-vest a Bulgariei, în Comuna Kresna din Regiunea Blagoevgrad. La recensământul din 2011 avea o populație de 599 locuitori.

## Demografie
Componența etnică a satului Slivnița
     Bulgari (97,16%)
     Nicio identificare (2,83%)
     Altele (0%)
La recensământul din 2011, populația satului Slivnița era de 599 locuitori. Din punct de vedere etnic, majoritatea locuitorilor (97,16%) erau bulgari. Pentru 2,83% din locuitori nu este cunoscută apartenența etnică.